# Talavera aequipes ludio
Talavera aequipes là một phân loài nhện trong họ Salticidae.
Loài này thuộc chi Talavera. Talavera aequipes ludio được Eugène Simon miêu tả năm 1871.